# Kargopol'sky (huyện)
Huyện Kargopol'sky (tiếng Nga: ? райо́н) là một huyện hành chính tự quản (raion), của Tỉnh Arkhangelsk, Nga. Huyện có diện tích 9869 kilômét vuông, dân số thời điểm ngày 1 tháng 1 năm 2000 là 22900 người. Trung tâm của huyện đóng ở Kargopol'.